# Robert de Cressonsacq

Das Wappen der Herren von Cressonsacq

Robert de Cressonsacq, auch de Cressonsart genannt (* in Cambronne-lès-Clermont, heute im Département Oise; † September 1248 in Zypern), war ein Bischof von Beauvais. Er war ein Sohn des Sire Dreux de Cressonsacq und der Agnes Mauvoisin.
Er wurde 1237 zum Bischof von Beauvais ernannt. Ab August 1248 nahm er am Kreuzzug König Ludwigs IX. nach Ägypten teil (Sechster Kreuzzug). Er starb allerdings kurz nach der Ankunft auf Zypern nach einer Krankheit.

## Einzelnachweis
1. ↑  Vinzenz von Beauvais, Speculum Historiale xxxii, 89 (Straßburg, Johann Mentelin 1473)

| Vorgänger             | Amt                            | Nachfolger        |
| --------------------- | ------------------------------ | ----------------- |
| Godefroi von Clermont | Bischof von Beauvais 1237–1248 | Guillaume de Gres |

| Personendaten    | Personendaten                        |
| ---------------- | ------------------------------------ |
| NAME             | Robert de Cressonsacq                |
| KURZBESCHREIBUNG | Bischof von Beauvais und Kreuzfahrer |
| GEBURTSDATUM     | 12. Jahrhundert oder 13. Jahrhundert |
| GEBURTSORT       | Cambronne-lès-Clermont               |
| STERBEDATUM      | September 1248                       |
| STERBEORT        | Zypern                               |